# Jean Bréchignac
Jean Bréchignac (29 de Setembro de 1914 – 25 de Maio de 1984) foi um militar francês, que combateu na Segunda Guerra Mundial, na Guerra da Indochina e na Guerra da Argélia. Foi uma das principais figuras da Batalha de Dien Bien Phu, onde comandava o 2º Batalhão do 1º Regimento de Caçadores Pára-quedistas e conduziu o 9º Regimento de Caçadores Pára-quedistas durante a Guerra da Argélia. É considerado por Jules Roy como um dos melhores oficiais da sua época. 
Formou-se na Escola Militar Especial de Saint-Cyr e participa na Segunda Guerra Mundial. Chegou à Indochina a 17 de Janeiro de 1953, onde comanda o 2º Batalhão do 1º RCP, que conduz em várias operações aerotransportadas. Na noite de 3 para 4 de Abril de 1954, salta com o seu batalhão sobre Dien Bien Phu e no desfecho da batalha é feito prisioneiro pelo Việt Minh. Na Argélia comanda o 9º Regimento de Caçadores Pára-quedistas de 1959 a 1961 e participa no golpe de Estado dos Generais em Argel. Falhado o golpe esteve dois anos preso, com sentença de morte suspensa, e foi demitido do exército. 